# Gyrodactylus californiensis
Gyrodactylus californiensis är en plattmaskart. Gyrodactylus californiensis ingår i släktet Gyrodactylus och familjen Gyrodactylidae. Inga underarter finns listade i Catalogue of Life.